# Quercus cerrioides
Quercus cerrioides é uma espécie botânica de plantas da família das Fagaceae. É endêmica na Espanha. Está sob ameaça de extinção destruição de habitat.
É considerado um cruzamento entre Quercus humilis e Quercus faginea (carvalho português) tendo caracteres intermediários entre estas duas espécies. Assim, os lóbulos das folhas são agudas, não obtuso como no humilis, ou cortantes como na faginea e com folhas relativamente grandes (uns 8x5 cm, iguais ou mais grandes que o humilis) que permanecem durante todo o inverno seco na árvore (como na faginea).